# Meeri Kalavainen
Meeri Sirkka Kalavainen, född 27 april 1918 i Dubrovka, död 27 oktober 2010 i Esbo, var en finländsk socialdemokratisk politiker. Hon var Finlands kulturminister (andra undervisningsminister) 1970–1971 i regeringen Karjalainen II.
Kalavainen var ledamot av Finlands riksdag från Kymmene valkrets 1948–1979 och elektor i 1950, 1956, 1962 och 1968 års presidentval.